# Nancy Kassebaum
Nancy Landon Kassebaum Baker (Topeka, 29 de julho de 1932) é uma política norte-americana. Filiada ao Partido Republicano, foi Senadora dos Estados Unidos pelo estado do Kansas de dezembro de 1978 até janeiro de 1997. No Senado, também foi Presidente do Comitê do Trabalho entre janeiro de 1995 e janeiro 1997. Kassebaum foi a primeira mulher a ser eleita para um mandato completo no Senado sem que seu marido já tivesse sido eleito para o Congresso.
Natural do Kansas, Kassebaum nasceu em uma família que se tornou uma dinastia do meio-oeste. Seu pai era Alfred London, um bem sucedido empresário do ramo petrolífero que entrou para a política, sendo Governador do Kansas e o indicado do Partido Republicano para a Presidência dos Estados Unidos na eleição de 1936. Sua mãe, Theo Cobb Landon, era uma pianista e arpista. Kassebaum graduou-se com um Bachelor of Arts em Ciência Política pela Universidade do Kansas em 1954, obtendo dois anos depois um Master of Arts em História pela Universidade do Michigan.
Enquanto estudava na Universidade do Michigan, Kassebaum conheceu Philip Kassebaum, com quem casou-se em 1956. O casal estabeleceu-se em uma fazenda em Maize, Kansas, e criaram quatro filhos. Lá, ela integrou o conselho escolar e trabalhou como vice-presidente da Kassebaum Communications, uma empresa familiar que operava várias estações de rádio. Em 1975, separou-se de Philip e passou a trabalhar em Washington, D.C. como assistente do Senador James B. Pearson do Kansas. Quando Pearson decidiu não concorrer à reeleição em 1978, Kassebaum entrou na disputa por sua vaga.
Kassebaum foi eleita Senadora em novembro de 1978 com 54 por cento dos votos. Em 1984 e 1990, reelegeu-se com facilidade, obtendo, respectivamente, 76 e 74 por cento dos votos. Como Senadora, integrou vários comitês prestigiados, incluindo o de Comércio, Ciência e Transporte, o Bancário e o de Relações Exteriores. Em 1996, casou-se com seu colega Senador Howard Baker, do Tennessee. Baker morreu em 2014 e, desde 2015, a família reside em um rancho próximo a Burdick, Kansas.